# Heitscheff
Heitscheff war ein Volumenmaß und als Getreidemaß im Herzogtum Schleswig und in Dänemark verbreitet. Das Maß unterschied nach Getreideart.
- Roggen 1 Heitscheff = 5548 Pariser Kubikzoll = 109 31/33 Liter
- Weizen 1 Heitscheff = 5670 Pariser Kubikzoll = 112 ⅓ Liter